# Gonzalo Bringas
Gonzalo Bringas Vega (Laredo, 1880-Santander, 1943) fue un arquitecto español.

## Biografía
Trabajó para la Diputación Provincial de Santander y proyectó numerosos edificios en Cantabria y especialmente en su capital, entre los que se cuentan el palacio de la Magdalena, el replanteamiento y posterior dirección de obra de los veintidós pabellones proyectados en 1920 por Eloy Martínez del Valle y Francisco Urcola del Casa de Salud Marqués de Valdecilla, el desaparecido palacio de la Diputación Provincial de Santander (posterior sede del Gobierno de Cantabria), el Real Club Marítimo de Santander y las reformas en la catedral de Santander.

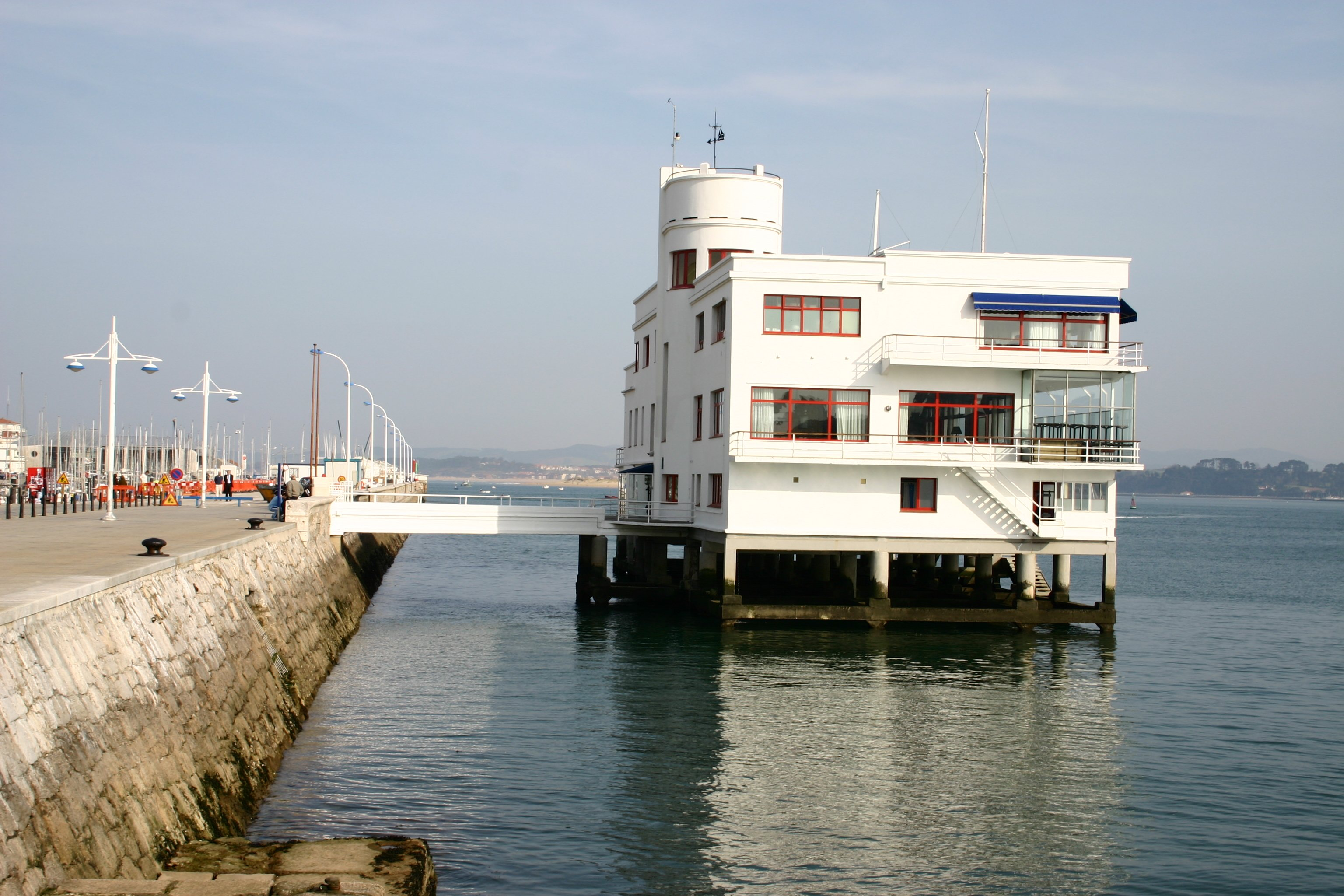
Real Club Marítimo de Santander.

En su actividad profesional evolucionó desde el eclecticismo, el regionalismo y el art nouveau estilo Secession al racionalismo.
Participó en la renovación de los espacios dedicados a la enseñanza en Cantabria mediante la proyectación de una serie de pequeñas escuelas, de líneas regionalistas depuradas y con una clara separación funcional entre aulas y zonas complementarias.
Una de sus mayores obras fue la Casa de Salud Marqués de Valdecilla, un enorme complejo hospitalario hoy en parte desaparecido, encargado en 1927 por el entonces marqués de Valdecilla, que subvencionó al arquitecto un viaje por Europa y América. Hoy en día, el Hospital Universitario Marqués de Valdecilla es heredero de aquella Casa de Salud, la cual presentaba un diseño funcional extraordinariamente novedosos para su tiempo.

## Obra

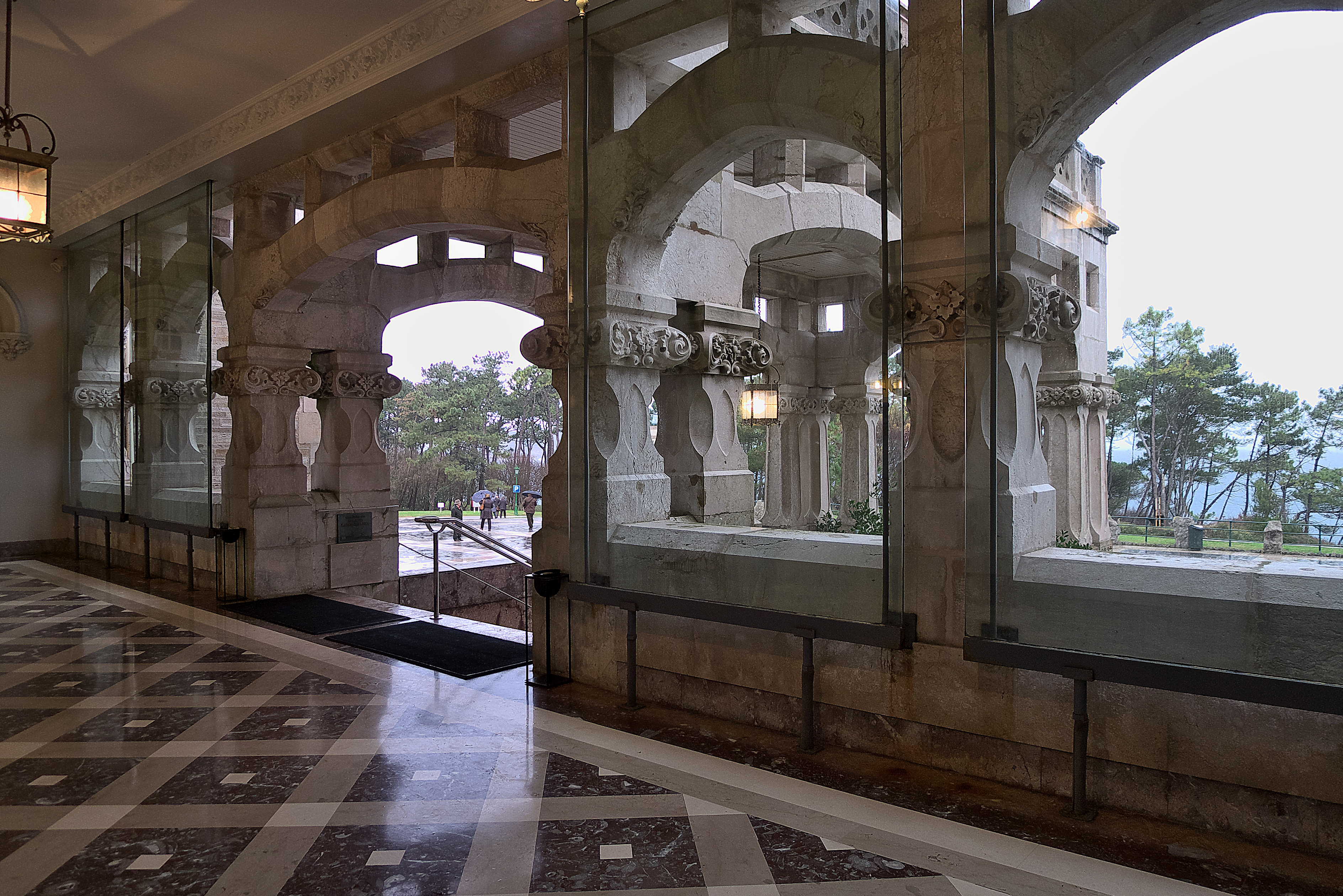
Palacio de la Magdalena

- Galería de baños del Balneario de Liérganes (Liérganes, 1909).[4]
- Grupo escolar (Colindres, 1908-1911).
- Real Palacio de la Magdalena (Santander, 1911).
- Casa de Cultura de Colindres (Colindres, 1914).
- Grupo escolar (Heras, 1926).
- Casa de Salud Marqués de Valdecilla (Santander, 1929).
- Real Club Marítimo de Santander (Santander, 1933).
- Grupo escolar (Villapresente, 1934).
- Grupo escolar (Helguera, 1934).
- Grupo escolar (Caranceja, 1934).

## Curiosidades
- El premio de la primera Batalla de Flores de Laredo (1908) se lo llevó la trainera La Argentina, diseñada por el entonces estudiante de arquitectura G. Bringas Vega.[5]